# NGC 7537
NGC 7537 est une galaxie spirale située dans la constellation des Poissons. Sa vitesse par rapport au fond diffus cosmologique est de 2 307 ± 26 km/s, ce qui correspond à une distance de Hubble de 34,0 ± 2,4 Mpc (∼111 millions d'al). NGC 7537 a été découverte par l'astronome germano-britannique William Herschel en 1785.
La classe de luminosité de NGC 7537 est II-III et elle présente une large raie HI. Elle renferme également des régions d'hydrogène ionisé (HII). Les bases de données NASA/IPAC et Simbad.
À ce jour, 28 mesures non basées sur le décalage vers le rouge (redshift) donnent une distance de 36,161 ± 4,141 Mpc (∼118 millions d'al), ce qui est à l'intérieur des valeurs de la distance de Hubble.

## Paire de galaxies
La base de données NASA/IPAC cite plusieurs références,,, qui mentionnent que la galaxie NGC 7537 et sa voisine NGC 7541 forment une paire de galaxies. D'autre part, selon un article publié en 2018 par Hendy et Gamal, ces deux galaxies présentent des signes d'interaction gravitationnelle.

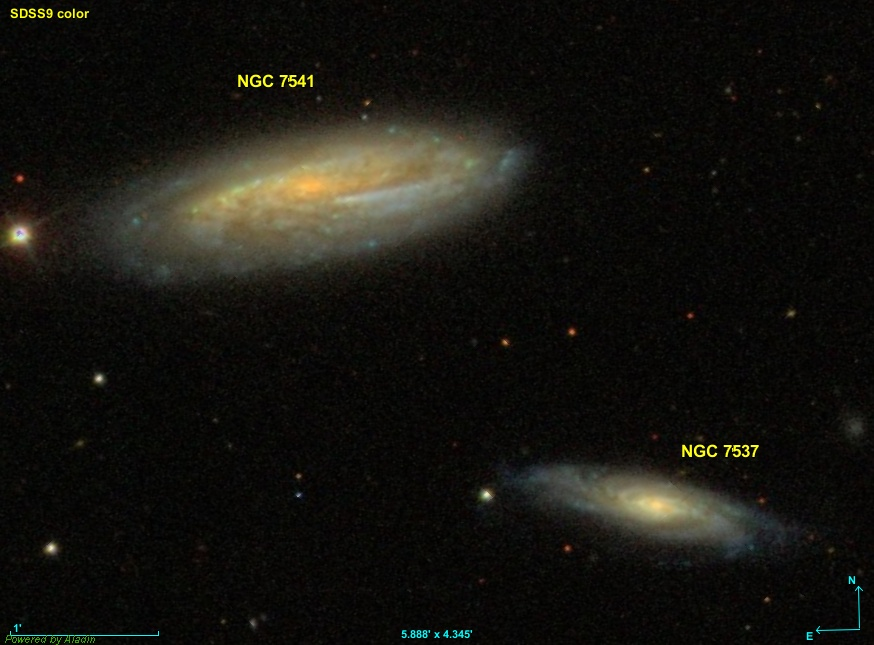
La paire de galaxies NGC 7537 et NGC 7541.

## Supernova
La supernova SN 2002gd a été découverte dans NGC 7537 le 5 octobre 2002 par l'astronome français Alain Klotz et les astronomes amateurs américains Tim Puckett et Alex Langoussis. D'une magnitude apparente de 16,7 au moment de sa découverte, elle était de type II.

## Groupe de NGC 7541
Selon un article publié en 2007 par Levy et col., NGC 7537 est membre du groupe de NGC 7541, selon une convention non officielle qui veut que l'on donne le nom d'un groupe à la galaxie la plus lumineuse. Selon cet article, le groupe de NGC 7541 renferme sept galaxies. Les autres galaxies du groupe sont NGC 7541, NGC 7615, UGC 12361, UGC 12522, UGC 12544et UGC 12580. Ce groupe est situé à l'arrière-plan de l'amas de Pégasus I,.
D'autre part, la base de données NASA/IPAC mentionne que NGC 7615 est aussi membre du groupe de WBL 708, en se basant sur un catalogue publié en mai 1999 par Richard A. White, Mark Bliton, Suketu P. Bhavsar, Patricia Bornmann, Jack O. Burns, Michael J. Ledlow et Christen Loken. La désignation employée pour les groupes de ce catalogue est :
WBL, suivie d'un numéro de groupe d'un à trois chiffres.
L'identification des galaxies est malheureusement toujours absente, mais la base de données NASA/IPAC permet souvent l'identification de celles-ci en entrant comme requête :
WBL x-y,
où x est le numéro de groupe (d'un à trois chiffres)
et y un nombre inférieur à 10.
Les galaxies membres du groupe WBL 708 sont NGC 7615 (WBL 708-1), NGC 7621 ((WBL 708-11) et NGC 7623 ((WBL 708-3). Deux galaxies du groupe proposé par White et col. sont donc absentes de la liste de Levy et l'une d'elle (NGC 7515) est commune aux deux groupes et une est commune aux deux listes. 
Le tableau de la page du groupe de NGC 7541 permet de comparer les deux groupes et les principales caractéristiques des leurs membres.

## Galerie

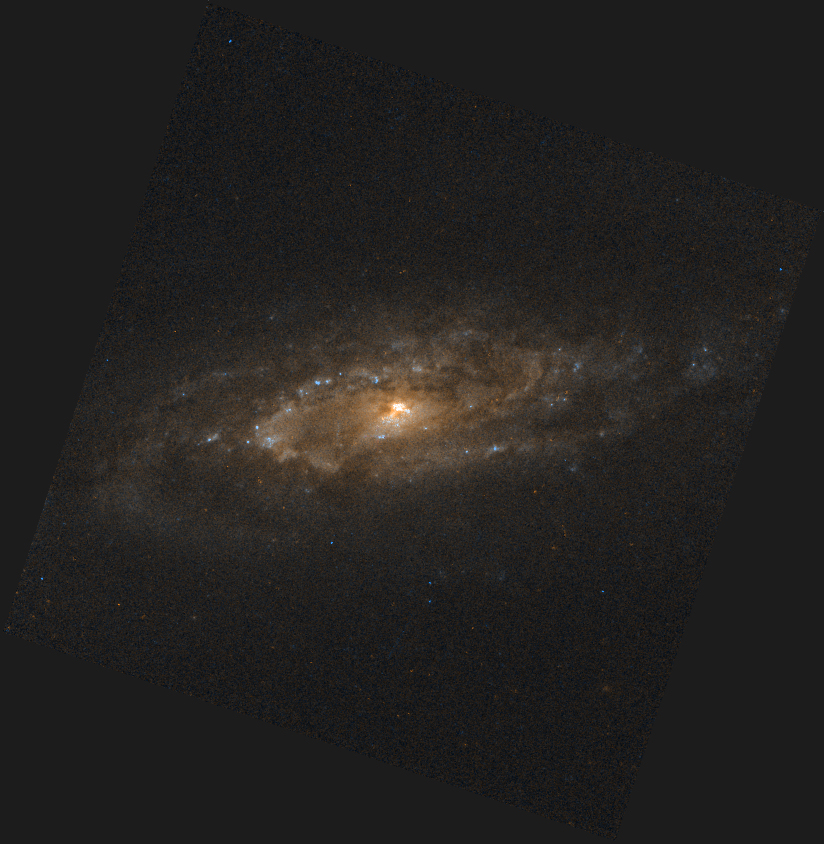
NGC 7537 imagée par le télescope spatial Hubble.
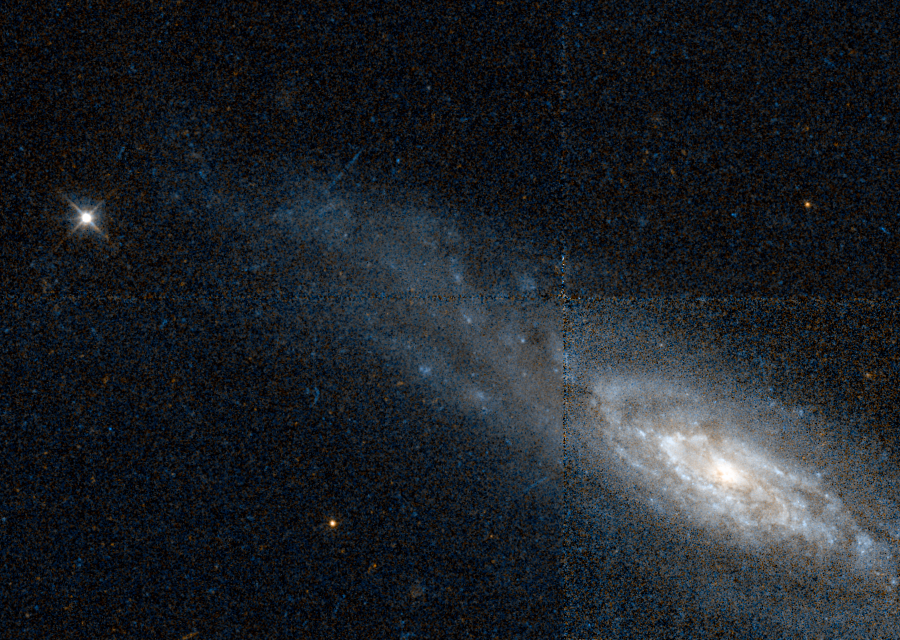
Autre image réalisée par le télescope spatial Hubble.
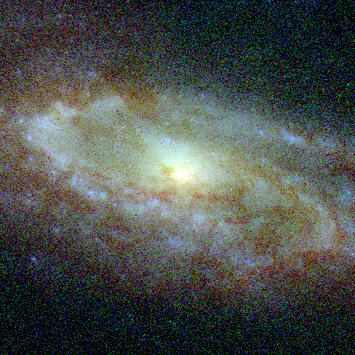
Détail de la région autour du bulbe galactique.